# 戀愛夢遊中
《戀愛夢遊中》（前譯：夢遊狂想曲）是一部2006年的奇幻電影，由米歇爾·龔特利（Michel Gondry）編劇和執導。電影由蓋爾·賈西亞·貝納、夏綠蒂·甘斯柏主演。

## 故事劇情
故事主角史蒂芬（Stéphane，蓋爾·賈西亞·貝納飾演）是一個經常把夢境和現實混淆的年輕人。
史蒂芬原本與父親一起住在墨西哥，父親因為癌症死後，分居的母親在法國幫他找到一份工作，因此史蒂芬搬回他童年時的家，一間位於法國的公寓。史蒂芬的母親原本告訴他那是一份設計月曆的創意工作，他還準備了一系列十二張的「災難學」（Disastrology）的月曆插畫，每個月份都搭配一幅關於慘重災難的圖畫。但正式上班後，史蒂芬才發現那是一份非常普通的枯燥工作，而他的同事和上司都不欣賞那份「災難學」月曆。
某天在史蒂芬準備上班離開公寓時，他試著幫助了兩個抬著鋼琴上樓卻卡在半路的人。但一不小心鋼琴滾下樓梯，史蒂芬的手指也被壓傷。鋼琴的主人是史蒂芬的新鄰居—史蒂芬妮]]飾演），史蒂芬妮邀請史蒂芬進入她的公寓，讓她的朋友柔伊（Zoe，Emma de Caunes 飾演）治療史蒂芬的傷。在他們的對話中，史蒂芬妮和柔伊發現史蒂芬相當害羞，而且不擅長說法文。柔伊決定捉弄史蒂芬，讓他相信史蒂芬妮和柔伊是唱片公司的執行製作人。結果史蒂芬妮開始責備柔伊為何要捉弄他人，史蒂芬開始覺得有點尷尬並離開了公寓。
史蒂芬開始對史蒂芬妮有好感，但卻又覺得柔伊似乎喜歡自己。之後一次偶然的機會下史蒂芬再次造訪史蒂芬妮的公寓。他了解史蒂芬妮和自己一樣具有創意和藝術天分，他們計劃要製造一艘船的模型，船上載著一片森林，並且要用這個製作一齣動畫短片。但史蒂芬妮認為他們應該改天再開始這項計劃。史蒂芬的同事蓋（Guy，亞倫·夏巴飾演）是一個對性愛異常熱中的男人，他建議史蒂芬先假裝不是史蒂芬妮的鄰居，於是史蒂芬在離開史蒂芬妮家中後故意裝成走出了公寓大樓。然而，就在當天晚上史蒂芬不小心在浴缸裡睡著，還用破爛的法文寫了一張內容荒謬的紙條。史蒂芬夢到他將紙條交給史蒂芬妮，告訴她其實他是「她的鄰居和一個騙子」，並且要求柔伊的電話號碼。從浴缸中醒來之後，史蒂芬發現浴室地上有自己的腳印水漬，並且一路連到史蒂芬妮的公寓房間門前。
之後史蒂芬對於史蒂芬妮更加迷戀，他花了許多時間和史蒂芬妮分享他的發明品。他送給她一台自己發明的「一秒時光機」。史蒂芬重複向史蒂芬妮求婚數次，但史蒂芬妮也持續拒絕了他。
史蒂芬的夢境和現實之間的界限變得越來越模糊，在此同時他決定要贏得史蒂芬妮的心。於是他闖入史蒂芬妮的公寓，拿走她的小馬布偶，在裡面裝上馬達。當史蒂芬把小馬放回史蒂芬妮的公寓時，不小心被史蒂芬妮撞見，史蒂芬妮受到驚嚇，並罵他是「變態」（creepy）。史蒂芬感到非常丟臉和心碎，一個人回到自己的公寓。當天晚上他接到史蒂芬妮的道歉電話，表示很喜歡他送的禮物（改造過的小馬），並向他致謝。史蒂芬妮還告訴他，小馬的名字「黃金小馬」（Golden the Pony Boy）是因為史蒂芬才取的。
現實和夢境變得越來越難以分辨。在一個看似夢境的現實場合，出乎史蒂芬的意料之外，他的「災難學」月曆被公司接納，並在市場上獲得成功。在史蒂芬的慶功派對上，他看到史蒂芬妮和一個陌生男子激情熱舞，史蒂芬感到非常失落，並喝了一大堆酒。之後史蒂芬和史蒂芬妮在公寓前的走道大吵一架，史蒂芬說再也不想當史蒂芬妮的朋友。史蒂芬妮也非常生氣，告訴史蒂芬她其實已經看過那張荒謬的字條，並且當場把柔伊的電話給了他。史蒂芬對於字條被看過感到非常震驚，認為兩人透過「PSR」（平行同步隨機）現象連結在一起，「PSR」是一種曾在「史蒂芬電視台」（Stéphane TV，史蒂芬的夢中的虛構節目場景，由他自己擔任主持人、製作人和配樂家）探討過的大腦現象。史蒂芬妮建議兩人應該進行一場約會，順便討論他們之間的問題。在史蒂芬前往咖啡店赴約路上，他突然感到非常害怕，並開始覺得史蒂芬妮根本不在那間咖啡店裡，而且史蒂芬妮也不愛他。史蒂芬跑回公寓，並用力敲打史蒂芬妮的公寓大門，希望史蒂芬妮不要再折磨他了，但實際上史蒂芬妮正在咖啡店中等他。隨後史蒂芬全速衝撞史蒂芬妮的大門，結果造成頭部受傷流血。史蒂芬妮則不耐久候，回到自己的公寓。
史蒂芬受夠了這一切，最後決定回到墨西哥。在離開之前，史蒂芬的母親（繆繆飾演）堅持他必須先向史蒂芬妮道別。在史蒂芬妮的公寓中，他突然變得十分暴躁，說了一個黃色笑話，還說史蒂芬妮的胸部「友善且誠實」。史蒂芬妮打算將史蒂芬趕出公寓，但史蒂芬卻跳上她的高架床。史蒂芬希望史蒂芬妮能摸摸他的頭髮，但史蒂芬妮拒絕了，並且難過的問史蒂芬為何要選擇捉弄她。史蒂芬躲在棉被中用心碎的聲音回答「因為其他人都很無聊，而且妳很特別...而且妳不像我一樣，史蒂芬妮」。說完後史蒂芬在床邊發現了兩樣東西：一艘裝載了森林的船，以及他送給她的「一秒時光機」。史蒂芬慢慢睡著，史蒂芬妮爬上床，看著睡著的史蒂芬，她經經的摸著他的頭髮。史蒂芬夢到自己和史蒂芬妮騎著黃金小馬，划著白色的船，航向海洋的水平線。

## 原聲帶
本片的配樂是由珍-米雪兒·柏納製作。在電影中的插曲「Instinct Blues」是由白線條（The White Stripes）樂團演唱。原聲帶中收錄的歌曲「If You Rescue Me」是翻唱自地下絲絨（The Velvet Underground）樂團的「After Hours」。